# Линчберг (Виргиния)
Линчберг (англ. Lynchburg) — независимый город (то есть не входящий в состав какого-либо округа) в штате Виргиния (США). Название означает «город Линча» — город назван в честь первого европейского жителя этих мест, которого звали Джон Линч. Так как город расположен у подножия Голубого хребта, то его ещё называют «Городом семи холмов».

## История
В 1757 году 17-летний Джон Линч организовал в этих местах паромную переправу через реку Джеймс. В 1786 году был официально основан населённый пункт под названием «Линчберг». Благодаря своему удачному расположению на пересечении транспортных маршрутов, он быстро стал крупным центром по торговле табаком. Эти места часто посещал Томас Джефферсон, имевший здесь дом и считавший Линчберг наиболее интересным местом в штате Виргиния.
В первой половине XIX века Линчберг бурно развивался как центр торговли и промышленности, и к 1850-м годам стал одним из богатейших городов в США. Во время гражданской войны он стал одним из центров снабжения конфедератов, и до конца войны так и не попал в руки северян. 17—18 июня 1864 года около города произошло Сражение при Линчберге. После падения Ричмонда в Линчберг переехали власти штата, и с 6 по 10 апреля 1865 года он был столицей штата Виргиния.
Во второй половине XIX века промышленность Линчберга продолжала развиваться (город называли «Питтсбургом Юга»), и он продолжал оставаться одним из богатейших городов в США. В 1880 году местный житель Джеймс Алберт Бонсэк придумал первую в мире машину по созданию сигарет, а вскоре врач Чарлз Браун Флит разработал процедуру клизмы.

## Образование
В городе расположен главный кампус основанного известным уроженцем города, пастором и телепроповедником Джерри Фолуэллом Университета Либерти, в котором делается акцент на консервативных христианских ценностях и буквальном толковании Библии.